# Vodeni centar Deodoro
Vodeni centar Deodoro je olimpijski vodeni centar u istoimenoj gradskoj četvrti Rio de Janeira. U njemu su održana plivačka natjecanja modernog petoboja na Olimpijskim igrama 2016. održanima u Rio de Janeiru.
Izgrađen je za Panameričke igre 2007. kad su se u njemu održavala natjecanja u plivanju i vaterpolu.
Za potrebe Olimpijskih igara centar je proširen i obnovljen, u što je uloženo 4,4 milijuna brazilskih reala.
U ožujku 2016. tu je bio održano izlučno natjecanje u plivanju i modernom petoboju za plasman na Olimpijske igre.